# Myrmecia queenslandica
Myrmecia queenslandica är en myrart som beskrevs av Auguste-Henri Forel 1915. Myrmecia queenslandica ingår i släktet bulldoggsmyror, och familjen myror. Inga underarter finns listade i Catalogue of Life.